# Cefixima
La cefixima és un medicament antibiòtic utilitzat per tractar una sèrie d'infeccions bacterianes. Aquestes infeccions inclouen otitis mitjana, faringitis estreptocòccica, pneumònia, infeccions del tracte urinari, gonorrea i malaltia de Lyme. Normalment, per a la gonorrea només cal una dosi. Als Estats Units és un tractament de segona línia de la ceftriaxona per a la gonorrea. Es pren per via oral. Està comercialitzat a Espanya com a EFG i Denvar.
Els efectes secundaris comuns inclouen diarrea, dolor abdominal i nàusees. Els efectes secundaris greus poden incloure reaccions al·lèrgiques i diarrea per Clostridium difficile. No es recomana en persones amb antecedents d'al·lèrgia a la penicil·lina. Sembla que és relativament segur durant l'embaràs. Està a la classe de medicaments de cefalosporines de tercera generació. Actua alterant la paret cel·lular del bacteri provocant la seva mort.
La cefixima es va patentar el 1979 i es va aprovar per a ús mèdic als Estats Units el 1989. Està a la Llista de medicaments essencials de l'Organització Mundial de la Salut.